# 阿卡斯图斯 (墨冬之子)
阿卡斯图斯（英語：Acastus），雅典第二任执政官，出身于科德鲁斯家族，第一任执政官墨冬之子，前1048（或1050）年-前1012年在位。